# Dalle funéraire du percepteur Guillaume

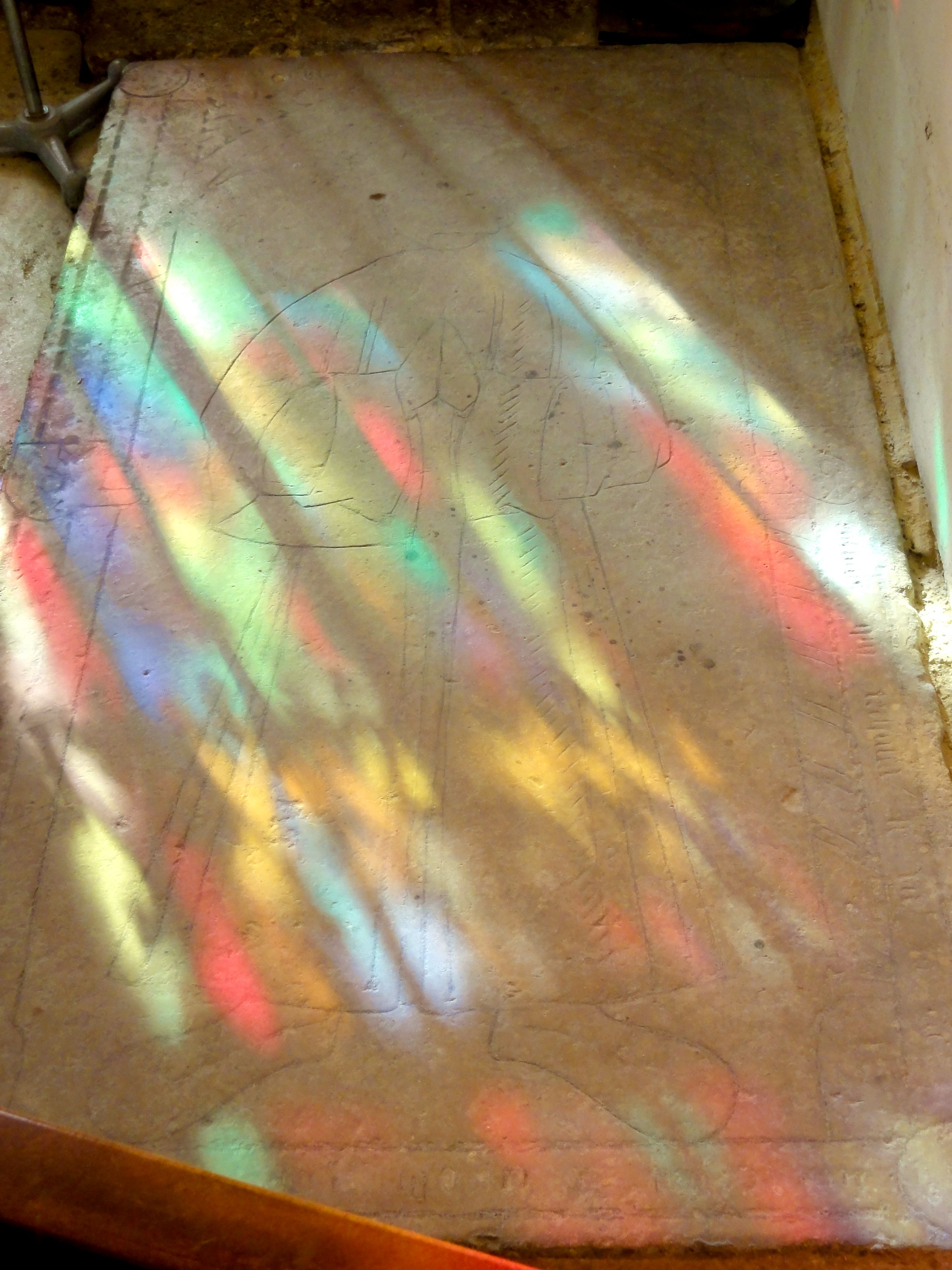
Dalle funéraire du percepteur Guillaume à Conflans-Sainte-Honorine

La dalle funéraire du percepteur Guillaume, mort en 1542, est une dalle funéraire du XVIe siècle situé dans l'église Saint-Maclou à Conflans-Sainte-Honorine, une commune du département des Yvelines, en France, . Elle a été classée monument historique au titre d'objet le 22 juin 1990.
Epitaphe (très effacée) : CY GIST (...) GUILLE (...) EN SON VIVANT RECUER DE L' ACQUICT DE COFLANS QUI TREPASSA LE XIXE JOR DE (...) MIL VC ET XLII.